# Baetodes adustus
Baetodes adustus är en dagsländeart som beskrevs av Cohen och Allen 1972. Baetodes adustus ingår i släktet Baetodes och familjen ådagsländor. Inga underarter finns listade i Catalogue of Life.